# 200 Million Thousand
200 Million Thousand — пятый студийный альбом американской рок-группы Black Lips. Альбом был записан в августе 2008 года и выпущен 24 февраля 2009 года в США и 16 марта в Европе. Первый сингл «Short Fuse» вышел 9 марта 2009 года.

## Отзывы
| Оценки критиков | Оценки критиков |
| Источник        | Оценка          |
| --------------- | --------------- |
| Allmusic        | [ 1 ]           |
| Artrocker       | [ 2 ]           |
| Daily Dischord  | [ 3 ]           |
| The Guardian    | [ 4 ]           |
| NME             | [ 5 ]           |
| Pitchfork Media | (7.3/10)        |
| PopMatters      | [ 7 ]           |
| Rolling Stone   | [ 8 ]           |
| The Skinny      | [ 9 ]           |
| Spin            | [ 10 ]          |

Альбом получил положительные отзывы музыкальной критики и интернет-изданий.
Тим Сендра из AllMusic отметил, что на пятом студийном альбоме «Возможно, они стали немного собраннее, сосредоточеннее и сплочённее, но им всё ещё хватает развязной развязности и беззаботной распущенности, чтобы хватило на добавки. Они по-прежнему скрупулёзно выгрызают косточки гаражного рока. Они по-прежнему поют о своей безумной жизни, которую, похоже, ведут постоянно. Более серьёзные песни, которые усеивают весь трек-лист альбома (и грозят потопить его ближе к концу), поднимают важный вопрос о Black Lips. Кажется несправедливым это говорить, но если они когда-нибудь повзрослеют, то практически сразу перестанут быть чем-то хорошим. Вы приходите к ним в поисках дешёвых острых ощущений и лёгкого кайфа, ищете группу, которая зазвучит в саундтреке тех моментов, когда вам всё равно и хочется разбить о голову пивную бутылку. 200 Million Thousand включает в себя немало таких моментов, и поэтому можно сказать, что альбом удался».

## Список композиций
1. «Take My Heart» (Alexander)
2. «Drugs» (Swilley)
3. «Starting Over» (Alexander)
4. «Let It Grow» (Alexander)
5. «Trapped in a Basement» (Bradley)
6. «Short Fuse» (Bradley)
7. «I’ll Be With You» (Swilley)
8. «Big Black Baby Jesus of Today» (Alexander)
9. «Again & Again» (Osterberg)
10. «Old Man» (Bradley)
11. «The Drop I Hold» (Alexander)
12. «Body Combat» (Swilley)Naunsa
13. «Elijah» (Alexander)
14. «I Saw God» (Alexander)
15. «Meltdown» (Hidden Track)

«Again & Again» — кавер-версия песни Игги Попа, опубликованная под его настоящим именем (Джим Остерберг) и первоначально записанная с его первой группой The Iguanas в 1965 году.